# Bubble Pop!
Bubble Pop! é o extended play de estreia da cantora sul-coreana Hyuna. O miniálbum inclui a faixa-título e vídeo viral "Bubble Pop!". O EP foi lançado em 5 de julho de 2011. O videoclipe da canção se tornou o primeiro clipe de um artista solo coreano a bater a marca de 100 milhões de visualizações no YouTube.

## Lançamento
Depois de diversos teasers, Hyuna lançou o miniálbum Bubble Pop!, no mesmo dia em que foi lançado o videoclipe da canção-título.
Em 29 de junho de 2011, "A Bitter Day" foi lançado em vários portais de música como um single digital especial do álbum. O single subiu rapidamente nas paradas.
"Bubble Pop!" foi lançado em 5 de julho de 2011. A Cube Entertainment descreveu como uma "música dançante que você pode desfrutar alegremente no verão. Ela tem um refrão forte viciante com uma melodia e efeitos de som diferentes". O vídeo musical completo foi, então, lançado em 5 de julho de 2011 em seu canal oficial no YouTube, juntamente com o lançamento de seu álbum em lojas de discos e vários portais de música online. O vídeo musical conta com a participação de Lee Joon do MBLAQ.

## Promoção e controvérsia
Hyuna promoveu a faixa-título "Bubble Pop!" a partir de 8 de julho de 2011, em diversos programas de televisão musicais, como Music Bank da KBS, Show! Music Core da MBC, Inkigayo da SBS e M! Countdown da Mnet. A canção "Attention" foi escolhida como parte de seu comeback.
As promoções da canção-título "Bubble Pop!" foram proibidas, porque sua coreografia e roupas em performances no palco e no vídeo musical foram considerados 'muito sexualmente sugestivos'; por esse fato, a Cube Entertainment decidiu seguir com as promoções do EP com a música "Just Follow", com a participação especial de Zico, da boy band Block B. As promoções encerraram no dia 21 de agosto, no programa Inkigayo da SBS.

## Lista de faixas
| Bubble Pop!    |                                                       |                                 |                                 |         |  |
| N.º            | Título                                                | Letras                          | Música                          | Duração |  |
| 1.             | "Attention"                                           | Beomi, Nangi                    | Beomi, Nangi                    | 1:26    |  |
| 2.             | "Bubble Pop!"                                         | Shinsadong Tiger, Choi Kyu-sung | Shinsadong Tiger, Choi Kyu-sung | 3:33    |  |
| 3.             | "Downtown" (feat. Jiyoon do 4minute)                  | Shinsadong Tiger, Choi Kyu-sung | Shinsadong Tiger, Choi Kyu-sung | 3:23    |  |
| 4.             | "A Bitter Day" (feat. G.NA e Yong Jun-hyung do Beast) | Choi Kyu-sung, Yong Jun Hyung   | Choi Kyu-sung                   | 3:47    |  |
| 5.             | "Just Follow" (feat. Dok2)                            | DOK2                            | DOK2                            | 3:25    |  |
| Duração total: | Duração total:                                        | Duração total:                  | Duração total:                  | 14:54   |  |

## Desempenho nas paradas

### Parada de álbuns
| Parada                          | Melhor posição |
| ------------------------------- | -------------- |
| Gaon - parada de álbuns semanal | 7              |
| Gaon parada de álbuns mensal    | 13             |

### Parada de singles
| "A Bitter Day" | 10 | —  |
| "Bubble Pop!"  | 3  | 26 |

## Histórico de lançamento
| País          | Data               | Formato | Gravadora          |
| ------------- | ------------------ | ------- | ------------------ |
| Coreia do Sul | 5 de julho de 2011 | CD      | Cube Entertainment |